# جاش بولر
جاش بولر (انگلیسی: Josh Bowler؛ زادهٔ ۵ مارس ۱۹۹۹) بازیکن فوتبال اهل بریتانیا است که برای تیم ناتینگهام فارست بازی می‌کند.